# Flugplatz St. Paul Island

i7
i11
i13
Der Flugplatz St. Paul Island (englisch St. Paul Island Airport, IATA-Code: SNP, ICAO-Code: PASN, FAA-LID: SNP) ist ein Flugplatz auf der im Beringmeer gelegenen Sankt-Paul-Insel (St. Paul Island), die zum US-Bundesstaat Alaska gehört. Der Flugplatz befindet sich etwa fünf Kilometer nordöstlich von St. Paul und wird vom Alaska Department of Transportation & Public Facilities betrieben.

## Infrastruktur
Der 20 m hoch gelegene Flugplatz verfügt über eine 1980 m lange und 45 m breite Asphalt-Piste mit der Bezeichnung 18/36. Für die Passagiere gibt es ein einfaches Abfertigungsgebäude. 
Die Fluggesellschaft Ravn Alaska bietet als Teil des Essential Air Service Linienflüge nach Anchorage an. Grant Aviation fliegt regelmäßig nach Dutch Harbor und St. George. Im Jahr 2024 betrug das Passagieraufkommen 3.149 Personen (davon 1.570 abfliegende und 1.579 ankommende Passagiere). Dies entspricht einer Reduktion von 9,6 % im Vergleich zu 2023.